# Mārtiņš Laksa
Mārtiņš Laksa (Riga, 26 de junio de 1990) es un baloncestista letón que pertenece a la plantilla del CBet Jonava de la LKL lituana. Con 2,00 metros de estatura, juega en la posición de alero. Es hijo del entrenador de baloncesto Jānis Laksa.

## Trayectoria deportiva
Comenzó su carrera profesional en el VEF Rīga y más tarde pasaría por Ventspils y BK Jūrmala hasta llegar a BK Valmiera en 2015, equipo con el jugaría dos temporadas y con el que consigue explotar en la temporada 2016-17 promediando 13.1 puntos (48.8% en tiros de dos, 43.5% en triples y 88.5% en libres) y 4.3 rebotes para 13.8 de valoración (29.8 minutos) en los 36 partidos que disputó dicha temporada, mientras que en la Baltic League sus números fueron de 14.2 puntos y 4.1 rebotes para 11.8 de valoración.
En junio de 2017, el Rio Natura Monbus Obradoiro oficializa el fichaje de Martins Laksa para las próximas tres temporadas. En junio de 2019 fue cortado por el Obradoiro CAB.
Comienza la temporada 2020-21 en las filas del MKS Start Lublin de la PLK, donde promedia 14.0 puntos y 3.7 rebotes en liga polaca, y 13.5 puntos y 3.3 rebotes en Basketball Champions League.
El 12 de abril de 2021, regresa a España para firmar por el Club Baloncesto Estudiantes de la Liga Endesa.

### Selección nacional
Ha sido internacional absoluto, U20, U18 y U16 con la selección letona desde las categorías inferiores.